# 巴魯區 (奇里基省)
8°17′N 82°52′W / 8.283°N 82.867°W
巴魯區（西班牙語：Distrito de Barú），是巴拿馬的一個行政區，位於該國西部，由奇里基省負責管轄，始建於1941年，面積595平方公里，2010年人口55,775，人口密度每平方公里93.74人。